# Parigi-Bruxelles 1960
La Parigi-Bruxelles 1960, quarantaseiesima edizione della corsa, si svolse il 24 aprile 1960 su un percorso di 289 km, con partenza da Parigi e arrivo a Bruxelles. Fu vinta dal francese Pierre Everaert della Francia davanti ai suoi connazionali André Darrigade e Jean Graczyk.

## Ordine d'arrivo (Top 10)
| Pos. | Corridore         | Squadra                  | Tempo    |
| ---- | ----------------- | ------------------------ | -------- |
| 1    | Pierre Everaert   | Francia                  | 7h34'12" |
| 2    | André Darrigade   | Francia                  | a 1'23"  |
| 3    | Jean Graczyk      | Francia                  | s.t.     |
| 4    | Raymond Impanis   | Faema                    | s.t.     |
| 5    | Yvo Molenaers     | Belgio                   | s.t.     |
| 6    | André Noyelle     | Wiel's-Flandria          | s.t.     |
| 7    | Rik Van Looy      | Faema                    | s.t.     |
| 8    | Arthur Decabooter | Groene Leeuw-Sinalco-SAS | s.t.     |
| 9    | Noël Foré         | Groene Leeuw-Sinalco-SAS | s.t.     |
| 10   | Jan Zagers        | Libertas-Eura Drinks     | s.t.     |